# 1732 az irodalomban
Az 1732. év az irodalomban.

## Új művek

### Színházi bemutatók

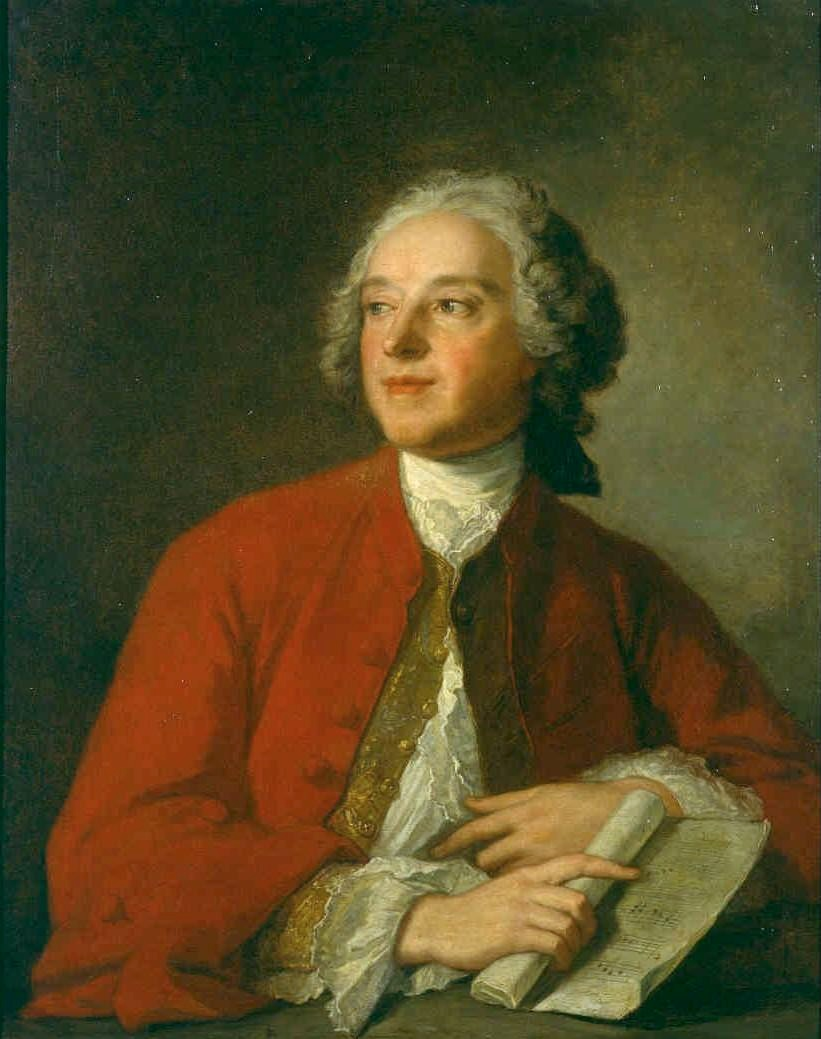
Pierre Beaumarchais

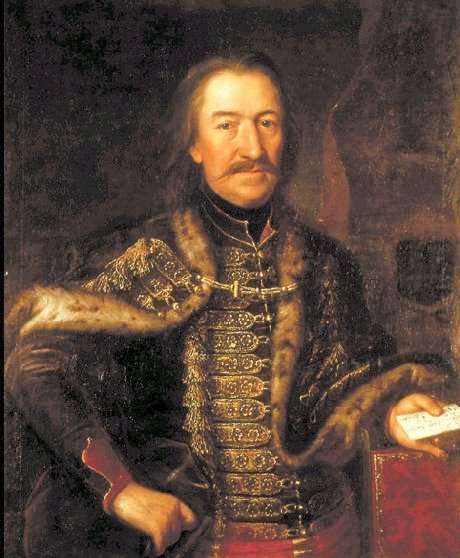
Ráday Pál

- Voltaire Zaïre című tragédiájának bemutatója Párizsban.
- Johann Christoph Gottsched tragédiája: Der Sterbender Cato (A haldokló Cato).

## Születések
- január  24. – Pierre Beaumarchais francia író, színműíró († 1799)
- április – George Colman angol  drámaíró, fordító, színházigazgató († 1794)
- november 26. – William Cowper angol költő († 1800)
- december 13. – Katona István jezsuita pap, történetíró; 42 kötetből álló fő műve: Historia Critica Regum Hungariae (I–XLII. Pest, 1779–1817). († 1811)

## Halálozások
- május 20. – Ráday Pál, II. Rákóczi Ferenc kancellárja, költő, könyvtáralapító (* 1677)
- december 4. – John Gay angol költő, drámaíró, a Koldusopera szerzője (* 1685)